# Mary Greenhow Lee
Mary Greenhow Lee (Richmond, 9 de setembro de 1819 — Baltimore, 25 de maiode 1907) foi uma escritora norte-americana. Durante a Guerra de Secessão, lutou pelos Estados Confederados da América e manteve um jornal para retratar os eventos ocorridos em Winchester.